# Palicourea stellata
Palicourea stellata är en måreväxtart som beskrevs av Charlotte M. Taylor. Palicourea stellata ingår i släktet Palicourea och familjen måreväxter.
Artens utbredningsområde är Colombia. Inga underarter finns listade i Catalogue of Life.